# کاهک
کاهک روستایی از توابع بخش مرکزی شهرستان داورزن در استان خراسان رضوی ایران است. کاهک در حال حاضر دارای زائر سرا بوده و همه روزه زائران زیادی در مسیر مشهد مقدس در این مکان اتراق می‌نمایند. علی شریعتی در این روستا متولد شده‌است. 

## جمعیت
این روستا در دهستان مزینان قرار داشته و بر اساس سرشماری سال ۱۳۸۵ جمعیت آن ۳۷۵ نفر (۱۲۴ خانوار) بوده‌است.

### تصاویری از روستای کاهک

یخدان
یخدان
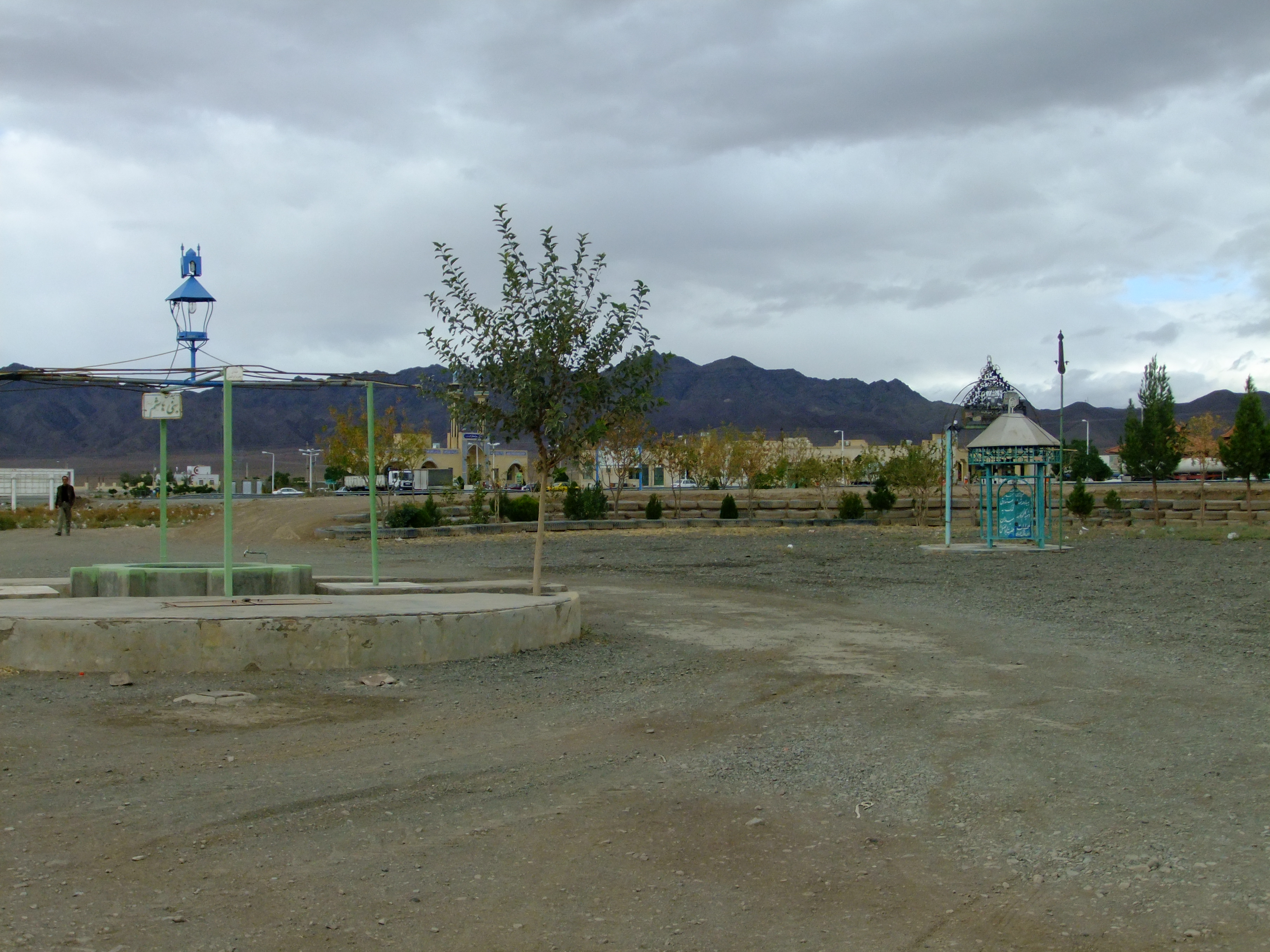
میدان اصلی روستای کاهک
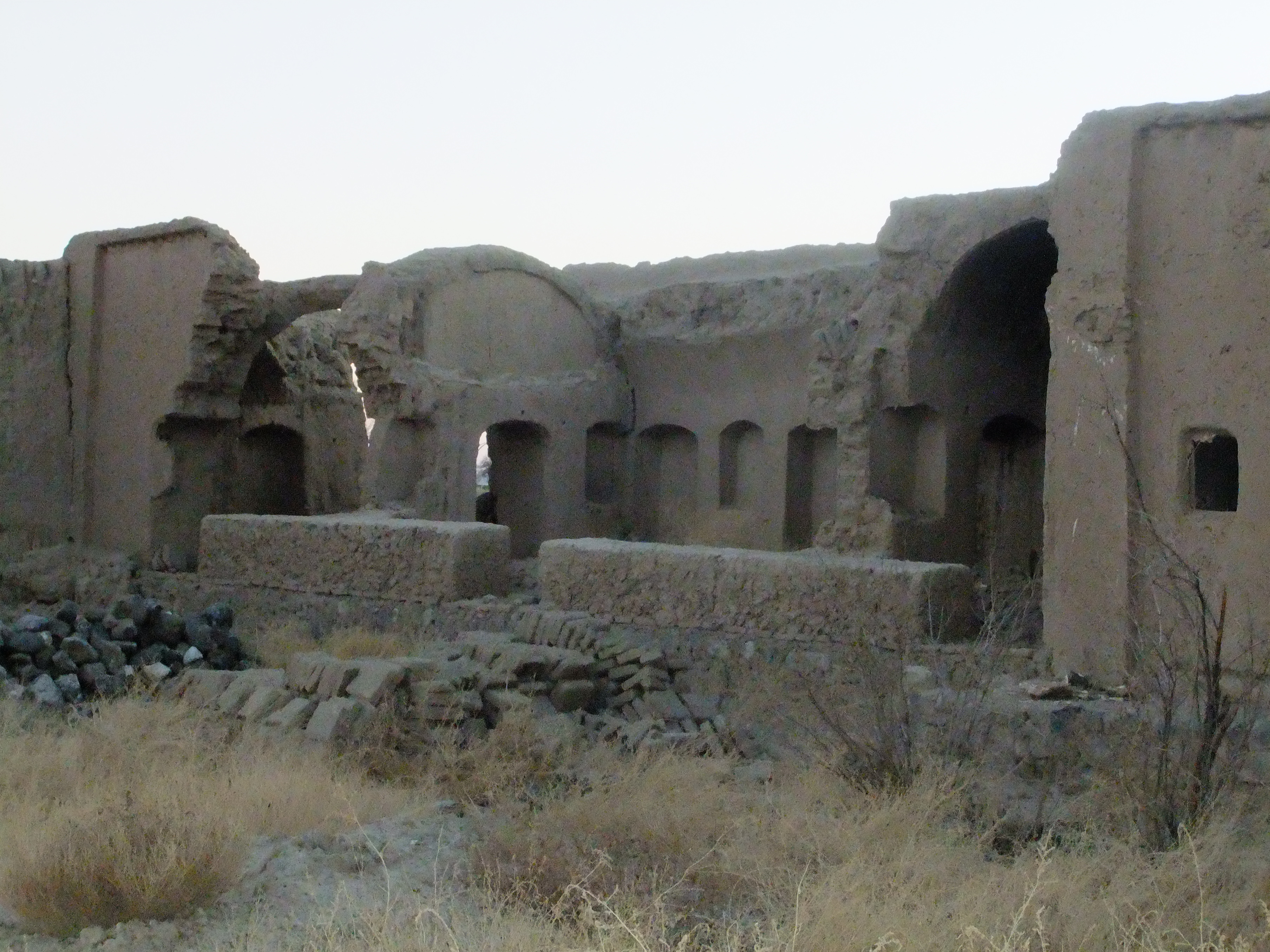
حیاط خانهٔ علی شریعتی
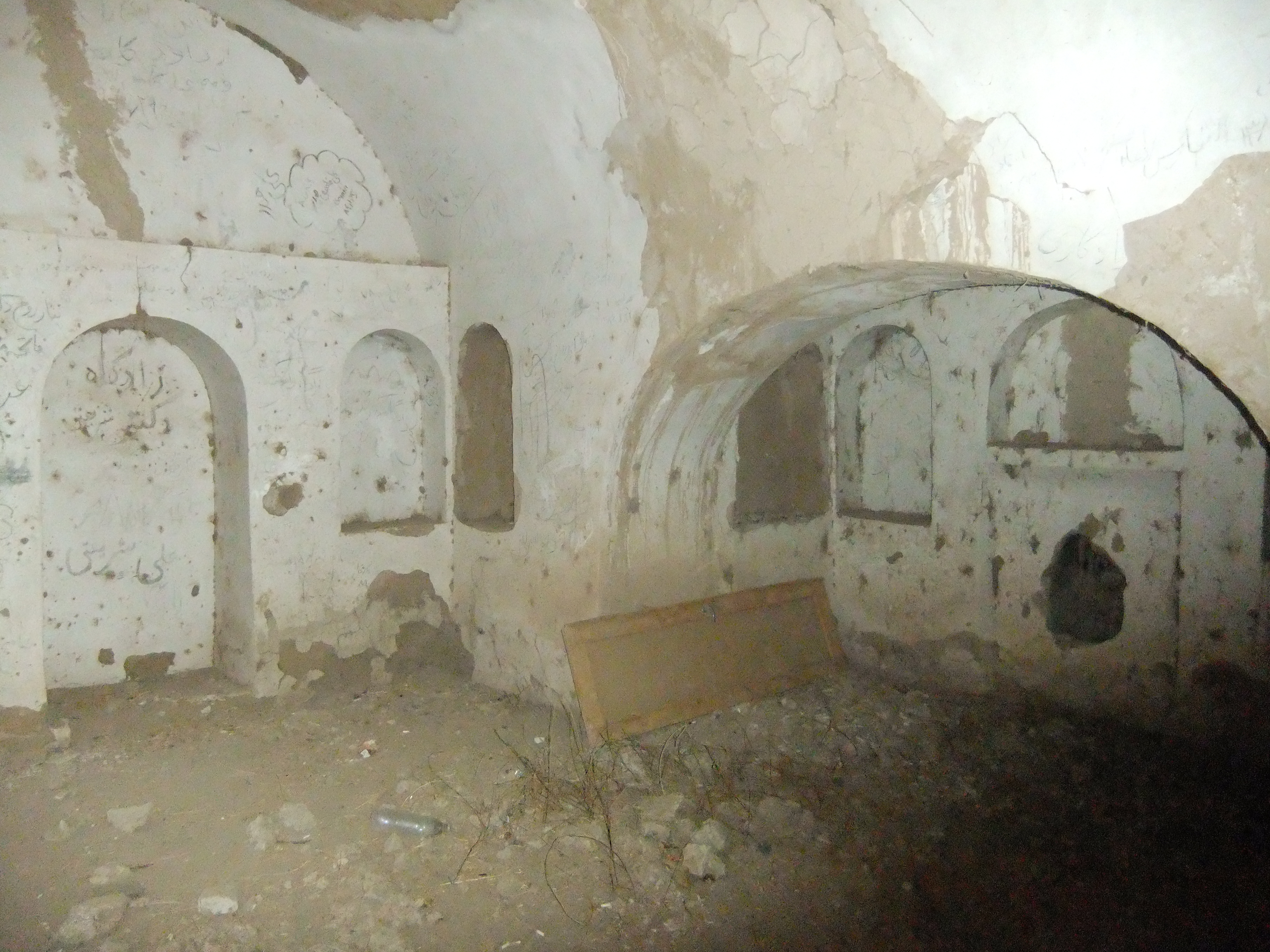
داخل خانهٔ علی شریعتی
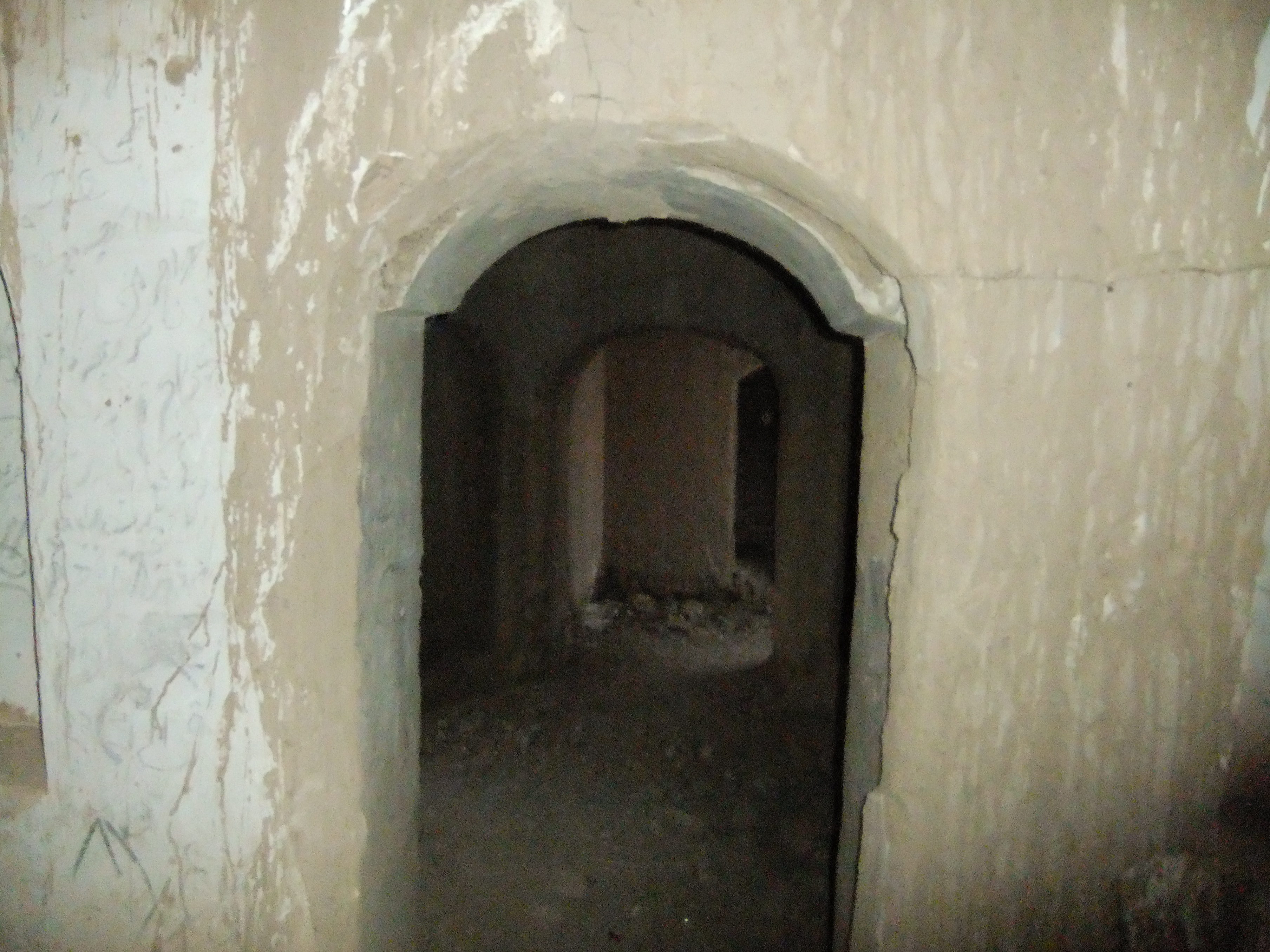
داخل خانهٔ علی شریعتی
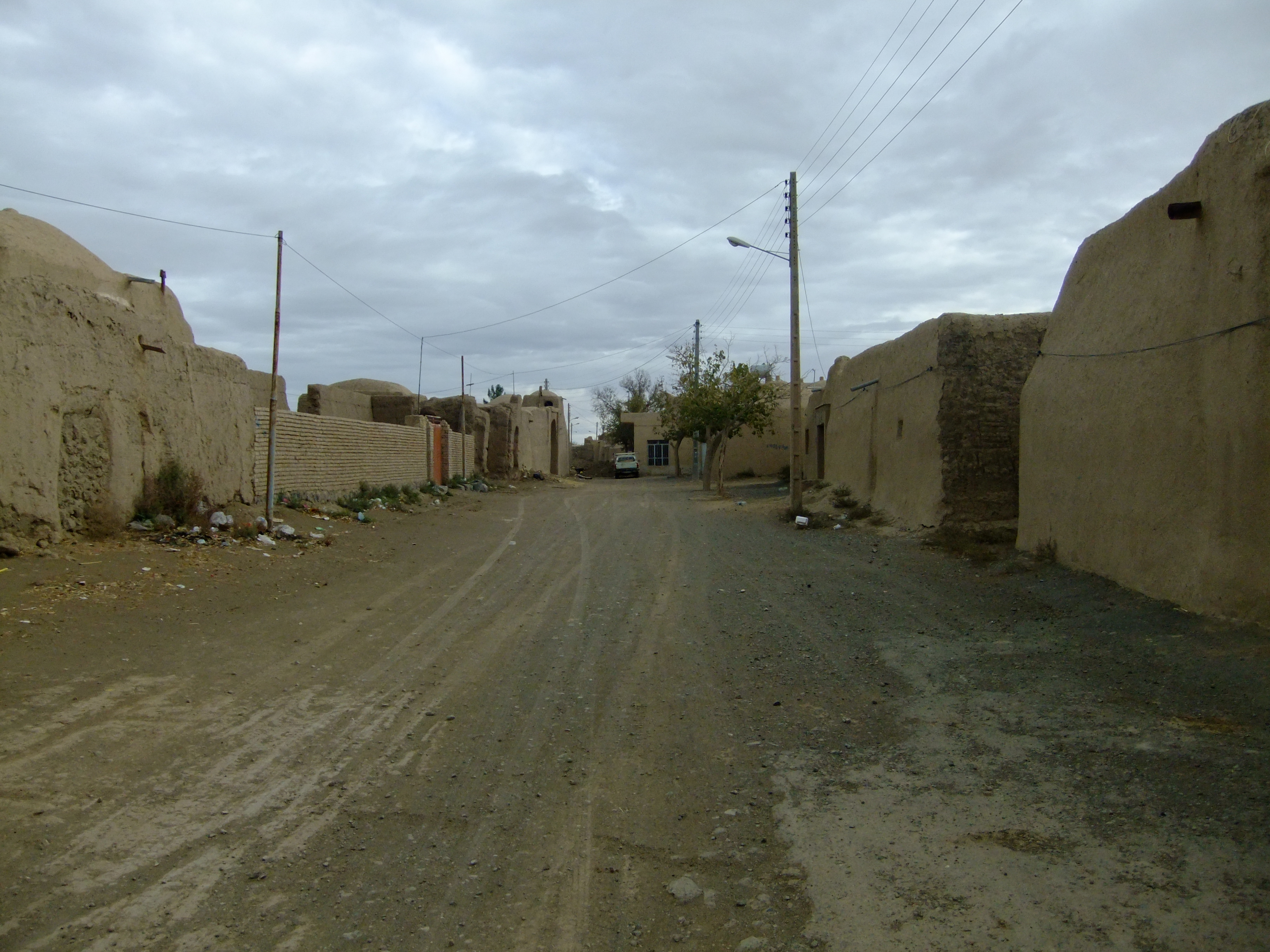
مسیر مرکزی روستای کاهک
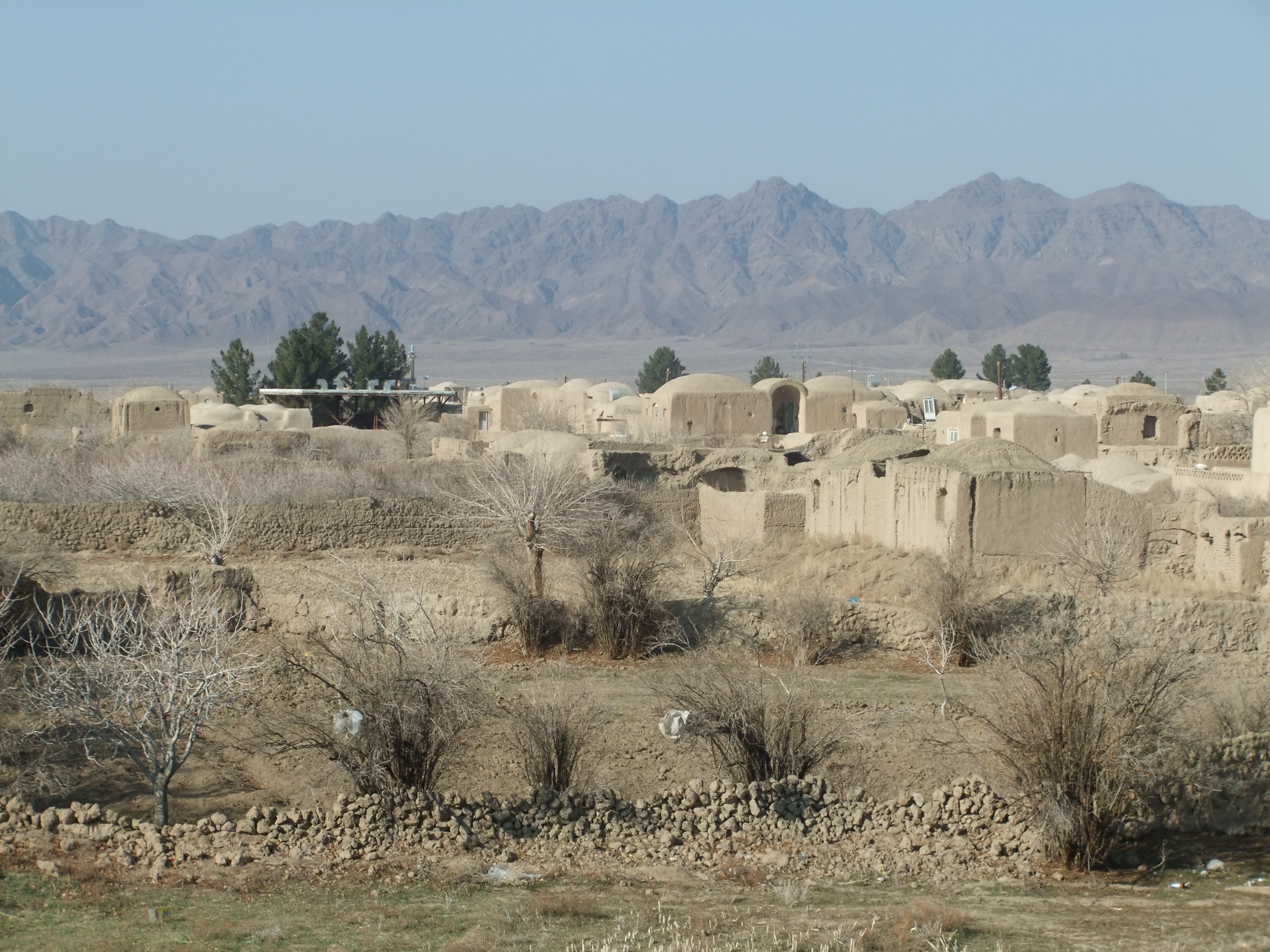
نمایی از روستای کاهک
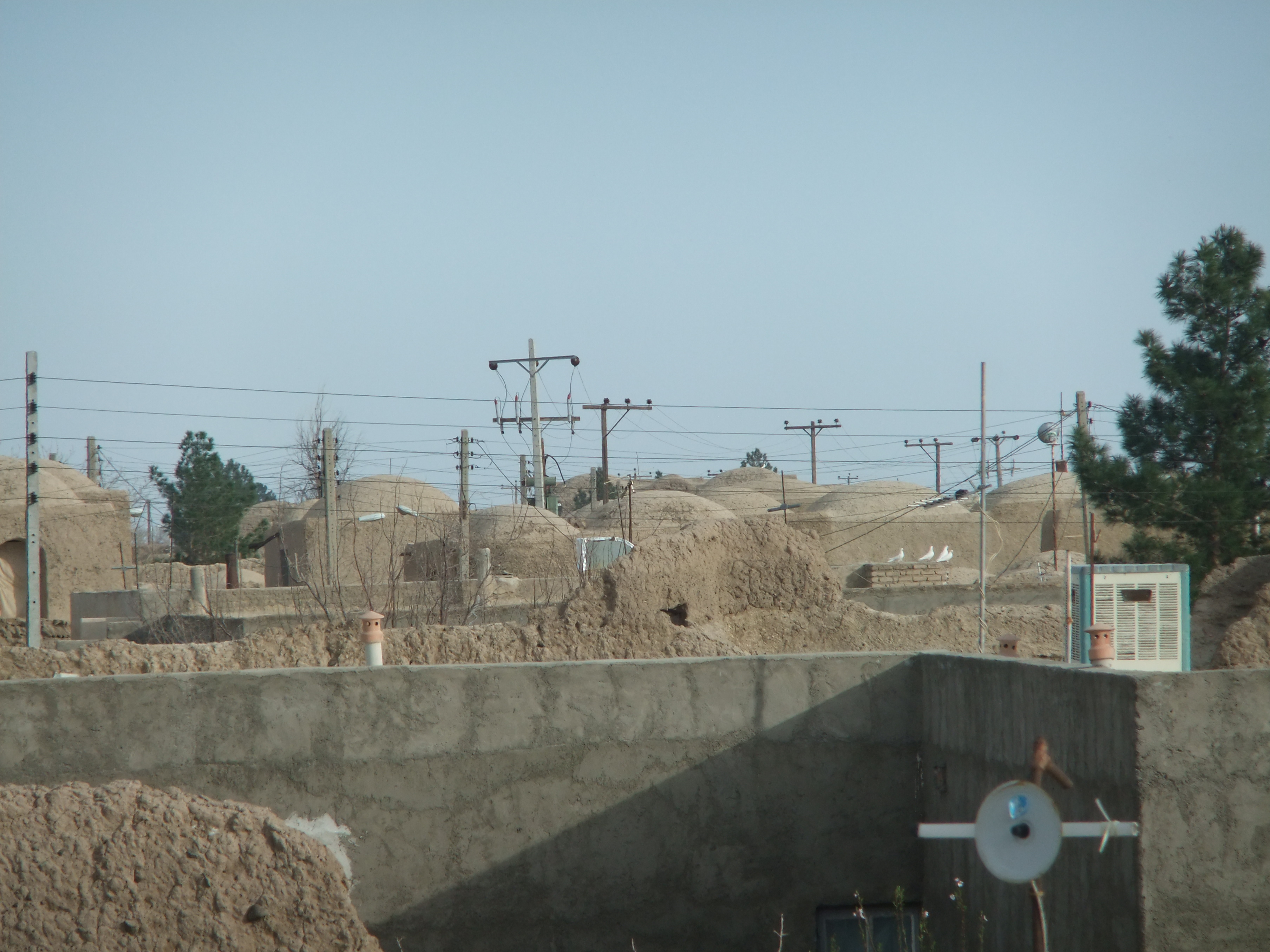
نمایی از روستای کاهک
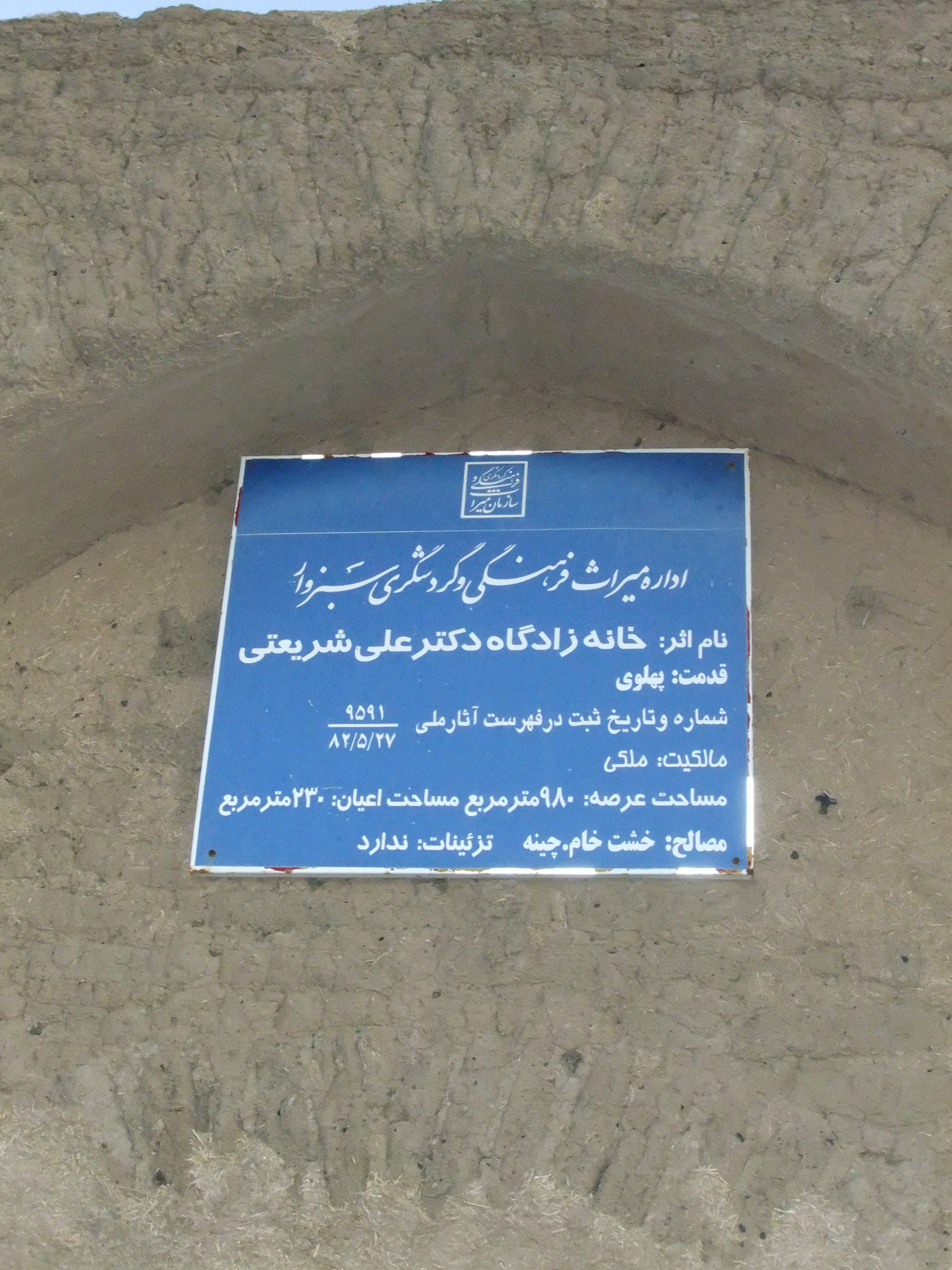
سر در خانهٔ علی شریعتی
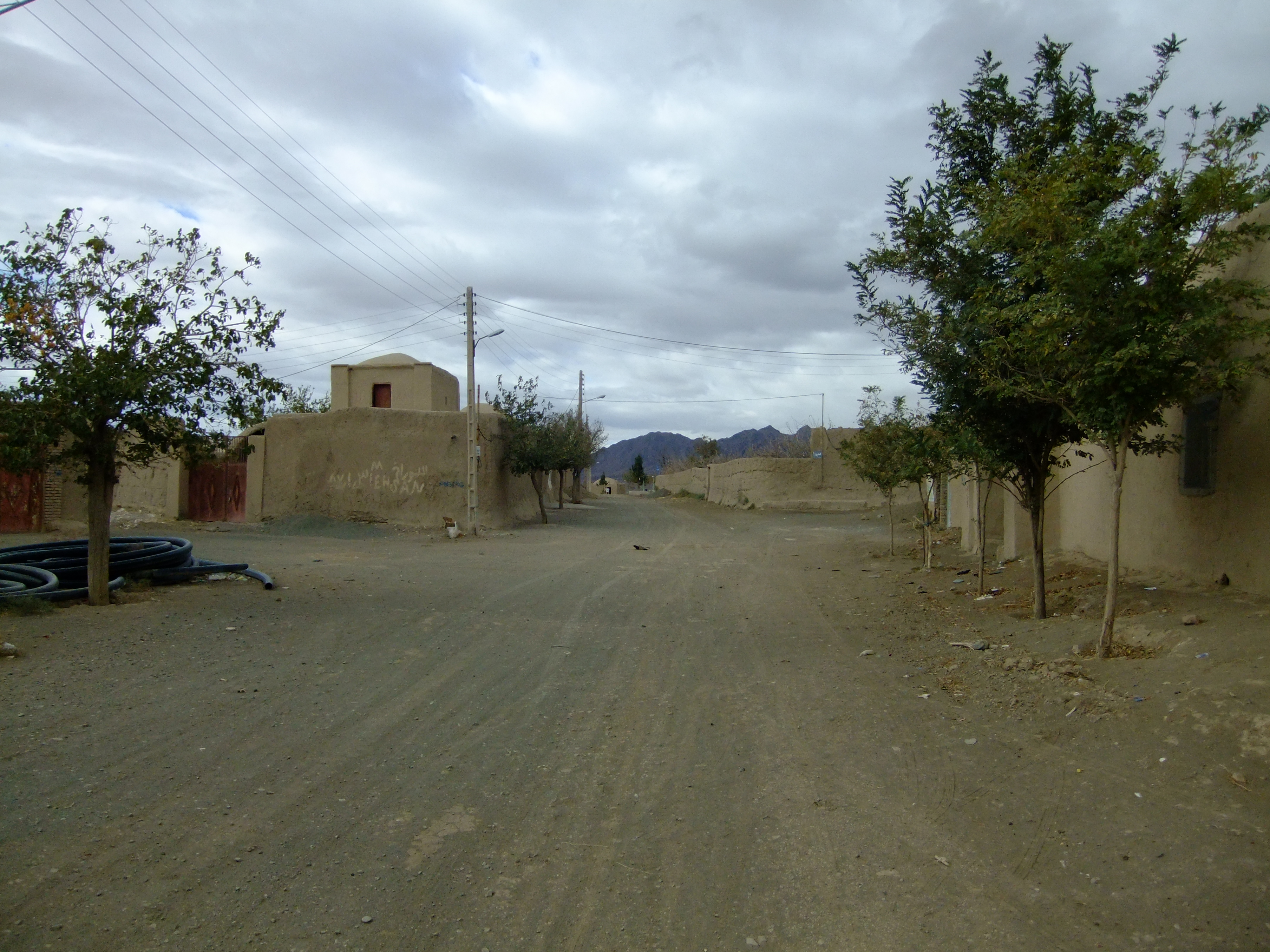
مسیر مرکزی روستای کاهک
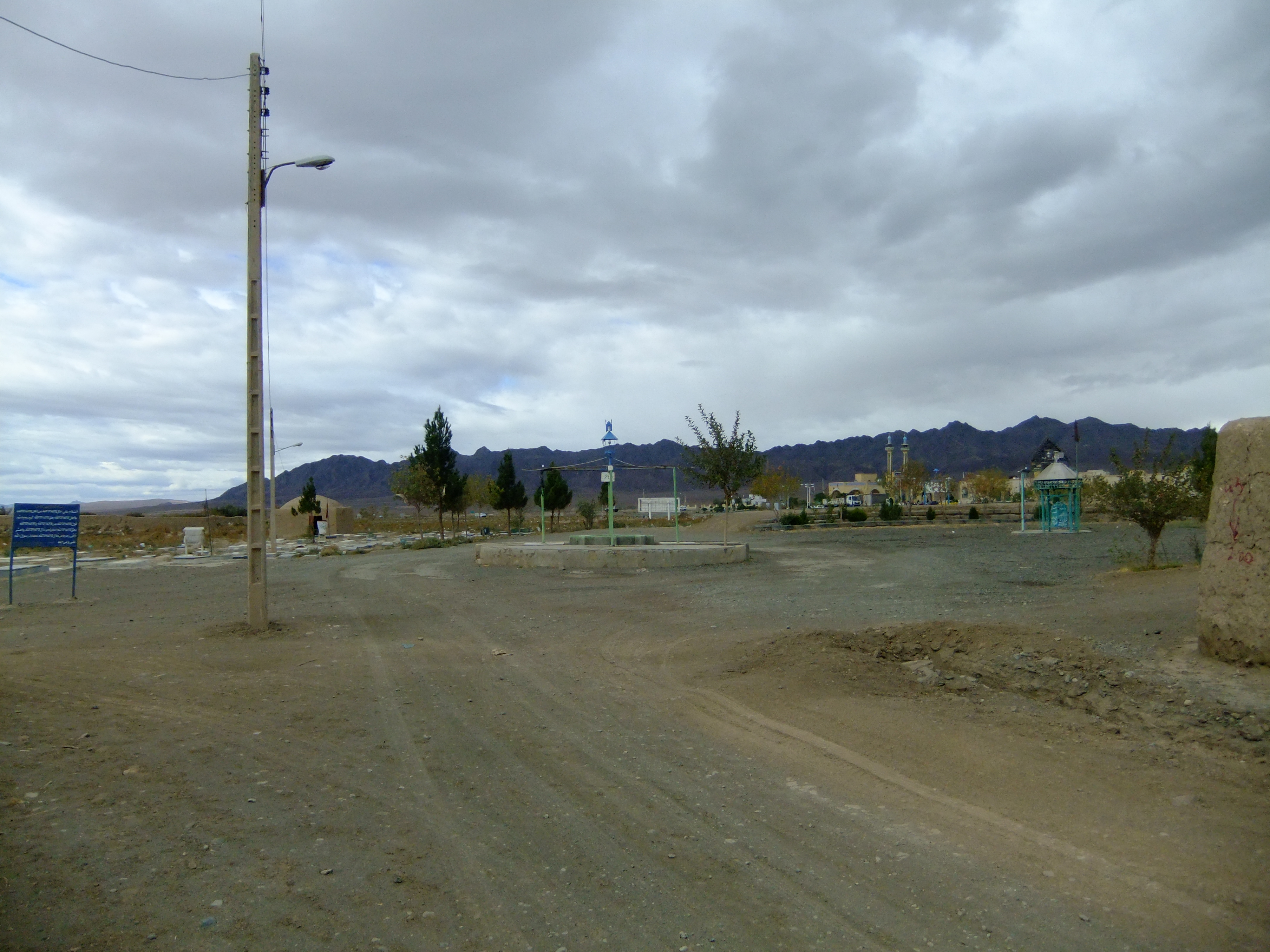
میدان اصلی روستای کاهک
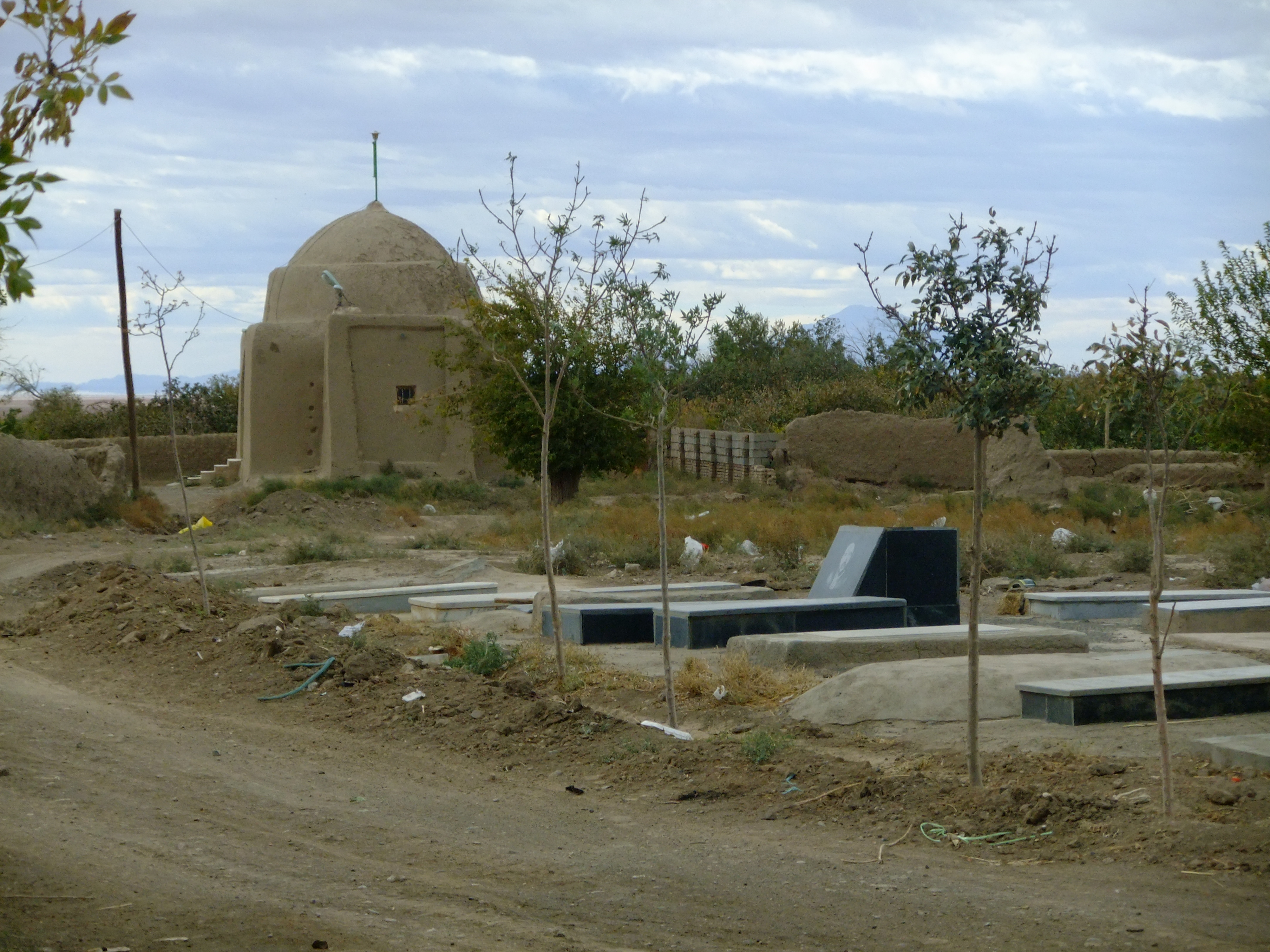
امامزاده(پیر)
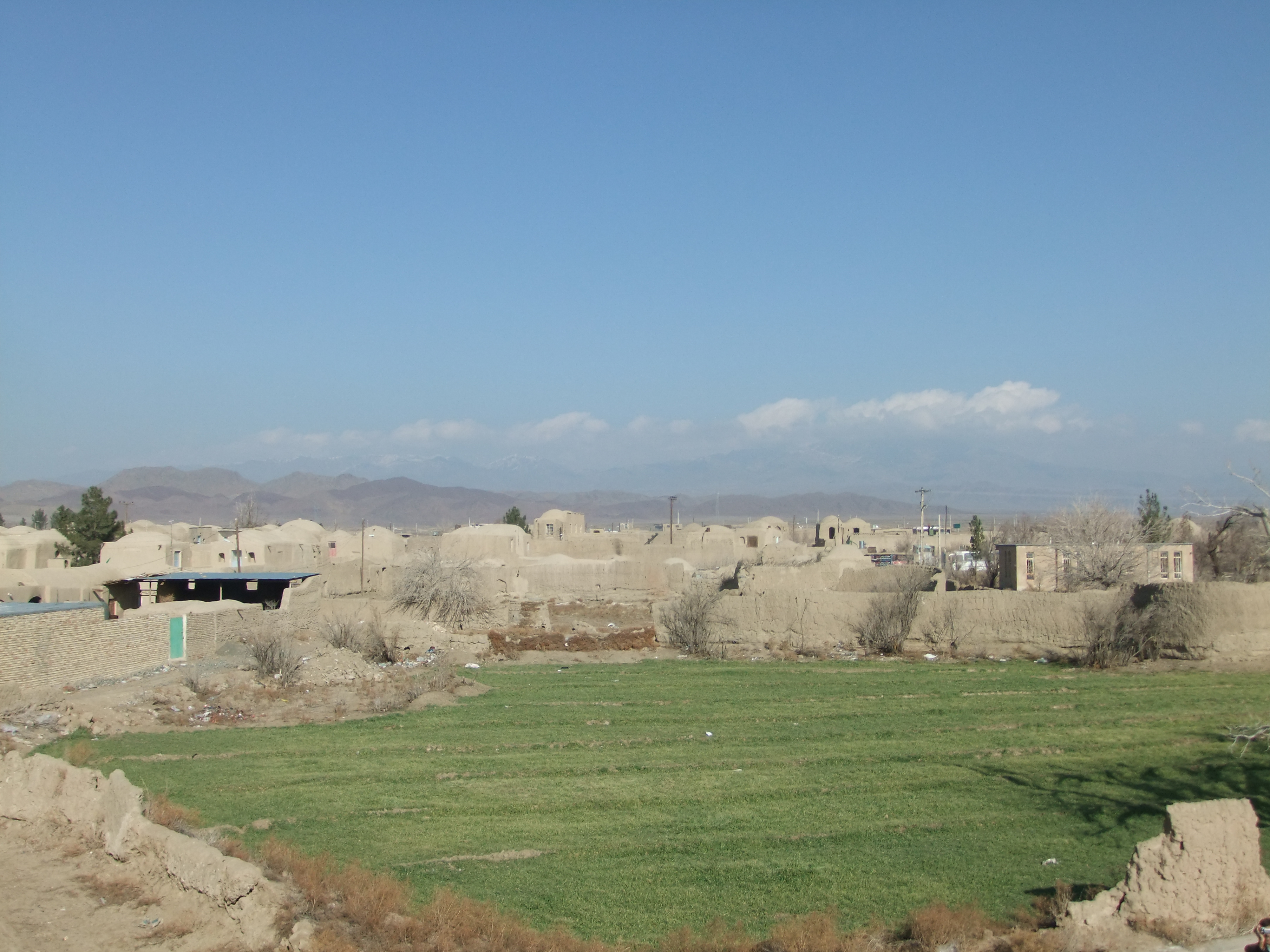
صحرا
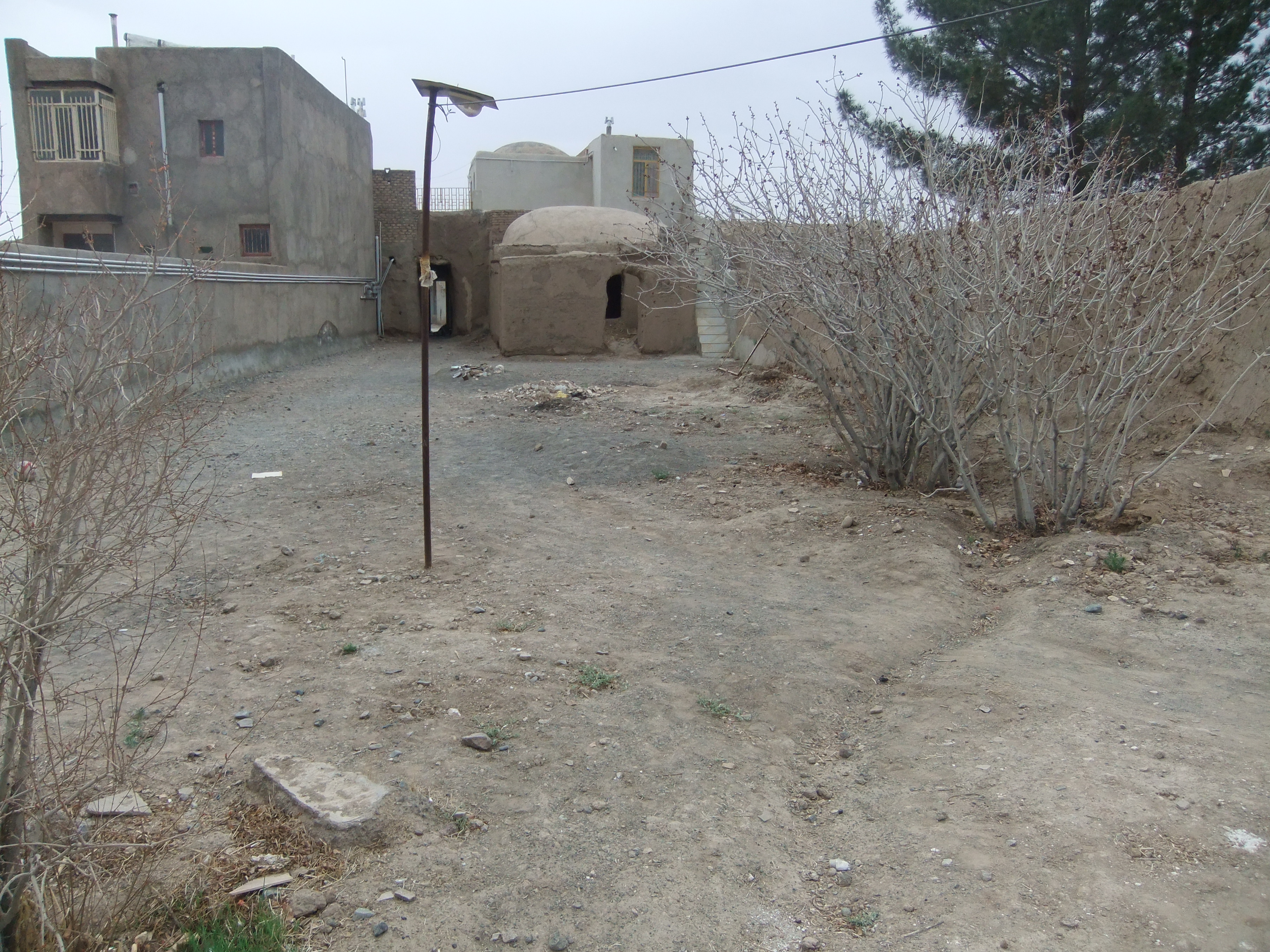
حیاط یکی از خانه ها( مرحوم کربلایی غلام کاهه)